# Дейлінар
Дейлінар - рідкісна порода кролів з Нідерландів з цікавим забарвленням хутра.

## Історія
Порода була виведена в Голландії в місті Дейл в 1930 році заводчиком на прізвище Ріддерхоф шляхом схрещування шиншили, бельгійського зайця і червоного новозеландського кролика.

## Біологічні характеристики

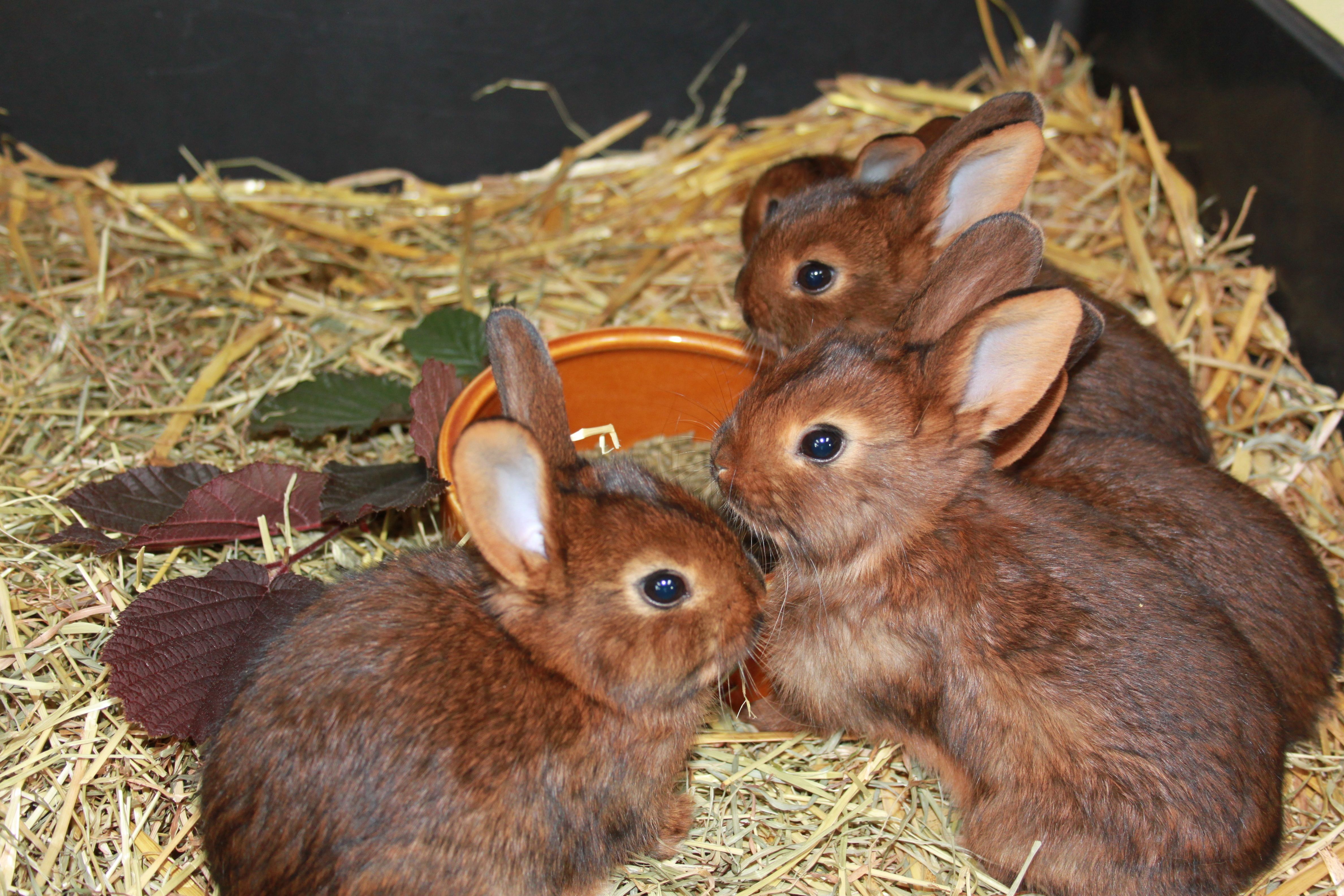
Кроленята

Кролики середнього розміру. Тулуб мускулистий і компактний. Вага дорослого кролика коливається від 2,3 до 3,2 кг. Груди широкі, спина рівна. Голова відносно велика. Шия майже не помітна. Вуха прямі, великі, довжиною 10 - 11 см. Передні ноги відносно короткі.
Кролі забарвлені в червоний агуті. Загальний фон тіла каштаново-рудий. Волосся розподіляється на три зони: сіру основу, руду середню частину та чорні кінчики. Груди, живіт, передні лапи та внутрішня сторона задніх лап рудого кольору. Живіт забарвлений в кремовий колір. Вуха на кінчиках чорні.